# Corydalis longicalcarata
Corydalis longicalcarata är en vallmoväxtart som beskrevs av H. Chuang och Z.Y. Su. Corydalis longicalcarata ingår i släktet nunneörter, och familjen vallmoväxter.

## Underarter
Arten delas in i följande underarter:
- C. l. multipinnata
- C. l. non-saccata